# كريستوفر هيفيو
كريستوفر هيفيو (بالنرويجية: Kristofer Hivju‏) (ولد في 7 ديسمبر، 1978) هو ممثل ومنتج وكاتب نرويجي. اشتهر بلعب دور تورمند جاينتسبين في مسلسل صراع العروش الذي تعرضه شبكة إتش بي أو. تخرج سنة 2004 من فرع الأكاديمية الروسية للفنون المسرحية بآرهوس.

## حياته الشخصية
كريستوفر هو ابن الممثل النرويجي إريك هيفيو، وله قَرابة بالممثلة الفرنسية إيزابيل نانتي. وهو متزوج بالصحفية والمصوِّرة النرويجية غري مولفار.

## أعماله

### أفلام
| السنة | الفيلم              | الدور                     | المخرج                     |
| ----- | ------------------- | ------------------------- | -------------------------- |
| 2008  | المطاردة            | الرجل 2 / الرجل في المقهى | باتريك سيفيرسن             |
| 2011  | الشيئ               | جوناس                     | ماتيجيز فان هينينغن جونيور |
| 2013  | بعد الأرض           | مدير الأمن                | إم. نايت شيامالان          |
| 2014  | حسب ترتيب الاختفاء  | ستيغ إريك سميث "الضربة"   | هانز بيتر مولاند           |
| 2014  | قوة قاهرة           | ماتس                      | روبن أوستلند               |
| 2014  | عملية القطب الشمالي | الصياد                    | غريث بو-وال                |
| 2014  | العالم ينتظر        | TBA                       | ماريكن هال                 |
| 2015  | تأثير ويندي         | بيرسي                     | أول إندريسن                |
| 2016  | الملك الأخير        | تورستين سكيفلا            | نيلز غوب                   |
| 2017  | فاست أند فيوريس 8   | كونور رودز                | إف غاري غراي               |

### مسلسلات
| السنة     | المسلسل            | الدور             | المخرجون | ملاحظات    |
| --------- | ------------------ | ----------------- | --- | ---------- |
| 2001      | ثعلب غرينلاند      | جيم أولسن         | بال نيسن & لارس بيرغ | حلقتان     |
| 2006      | ميلوناس            | TBA               | TBA |            |
| 2007      | ستة مثلنا          | زبون الحانة       | بير-أولاف سورنسن | حلقة واحدة |
| 2007      | الأكبر على الإطلاق | بِن                | إيريك سكولدبيرغ & إيفا إساكسن | 6 حلقات    |
| 2013      | الألعاب            | المعلق الخبير     | شارلوت بلوم | حلقة واحدة |
| 2013–الآن | صراع العروش        | تورموند غيانتسبين | دانييل ميناهان ديفيد بينيوف أليكس جريفز أليك سكاروف ميشيل ماكلارين دافيد ناتر دي. بي. وايس نيل مارشال مايكل سلوفيس جيريمي بودسوا ميغيل سابوتشنيك دانيال ساكيم جاك بندر مارك مايلود مات شاكمان آلان تايلور | 28 حلقة    |
| 2014      | ليلهامر            | تورمود            | سيمن ألسفيك | حلقة واحدة |
| 2016      | بيك – ستينار       | ستينار هوفلاند    | مارتن كلينغبيرغ & جورغن بيرغمارك | 3 حلقات    |

## روابط خارجية
- كريستوفر هيفيو على موقع IMDb (الإنجليزية)
- كريستوفر هيفيو على موقع ميتاكريتيك (الإنجليزية)
- كريستوفر هيفيو على موقع روتن توميتوز (الإنجليزية)
- كريستوفر هيفيو على موقع قاعدة بيانات الأفلام العربية
- كريستوفر هيفيو على موقع ألو سيني (الفرنسية)
- كريستوفر هيفيو على موقع تيرنر كلاسيك موفيز (الإنجليزية)
- كريستوفر هيفيو على موقع أول موفي (الإنجليزية)
- كريستوفر هيفيو على موقع بوكس أوفيس موجو (الإنجليزية)
- كريستوفر هيفيو على موقع قاعدة بيانات الأفلام السويدية (السويدية)
- كريستوفر هيفيو على موقع أول ميوزيك (الإنجليزية)
- كريستوفر هيفيو على Filmweb.no (بالنرويجية)